# Сава Сторожевски
Преподобни Сава Сторожевски је руски православни светитељ, оснивач и први игуман Савино Строжевског манастира у Звенигороду. Био је ученик светог Сергија Радоњешког.

## Биографија
Замонашио се млад и већину свог живота провео је у манастиру Тројице-Сергијева лавра, где је био учениг светог Сергеје Радоњешког. Неко време провео је пустом месту на гори званој Сторожи, крај извора реке Москве, близу Звенигорода. Након смрти светог Сергија 1392. био је неко време игуман манастира Свете Тројице. Он је био духовни отац удовице кнеза Дмитрија Донског - Евдокије (у монаштву - Ефросинија) и њиховог трећег сина Јурија од Звенигорода.
1390. године са благословом и под заштитом Саве започета је градња манастира посвећеном Рождеству пресвете Богородице у Звенигороду.
Умро је 3. децембра 1407. године. Канонизован је 1547. године.